# Salboom
Shorea robusta of de sal, shala of salboom is een subtropische boomsoort die inheems is in het Indisch Subcontinent en het noorden van Zuidoost-Azië. De boom is een zeer algemene plant in de lagere gebergten van dit gebied. Ze speelt een rol in de boeddhistische overlevering, omdat ze in verband wordt gebracht met belangrijke momenten uit het leven van de Boeddha.

## Kenmerken

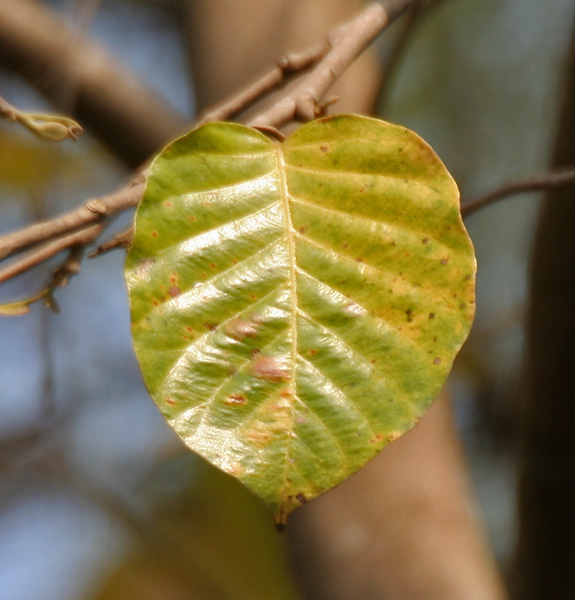
Bovenzijde van een blad

De salboom kan 30 tot 35 m hoog worden, met een lange, rechte stam met een doorsnede van 2 tot 2,5 m. De boom is een langzame tot middelsnelle groeier en kan tot 100 jaar oud worden. Het kernhout is hard en licht van kleur, maar kan na de kap donkerder nakleuren. Het spinthout is zacht en zeer licht gekleurd. Bij de jonge bomen is de schors 2 tot 5 cm dik en zeer zacht, met langgerekte inkepingen. De schors kan roodbruin tot grijs van kleur zijn. Bij jonge twijgen is de bast behaard.
De bladeren zijn ovaal, 10 tot 25 cm lang en 5 tot 15 cm breed. Ze hebben een sterke, lederachtige textuur en glanzen aan de bovenzijde. De onderzijde is lichter groen. De steunblaadjes zijn langwerpige en vallen zeer snel af. De bladsteel is ongeveer 2 cm lang en behaard.
In nattere gebieden is de boom groenblijvend. In drogere gebieden bladverliezend in het droge seizoen: de bladeren beginnen af te vallen in februari en nieuwe bladeren groeien aan tijdens het begin van de moesson in april en mei.

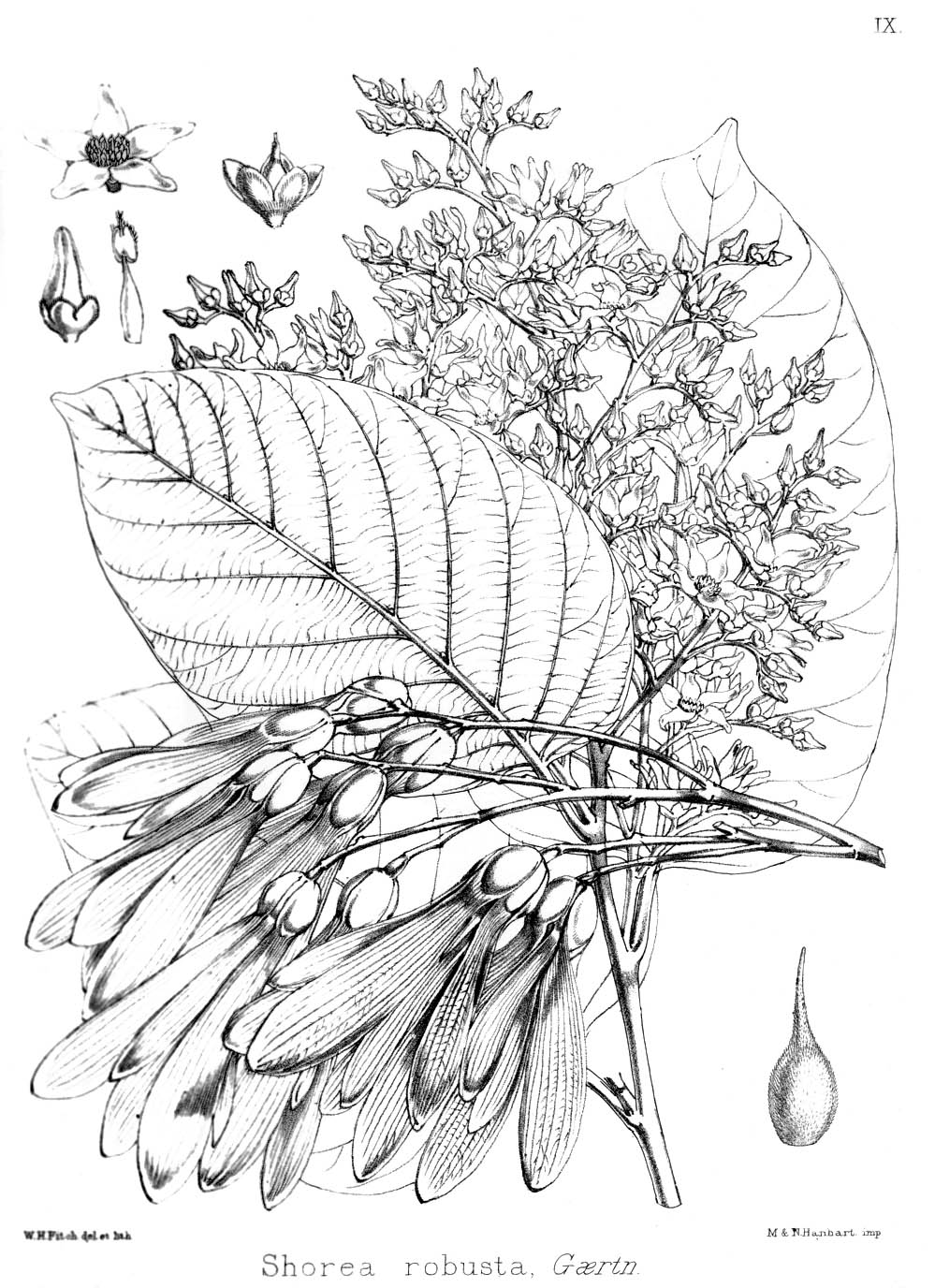
Tekening van bladeren, zaden en bloemen

De bloeitijd is ook tussen februari en mei. De bloemen staan in tot 25 cm lange pluimen. De kroonbladeren zijn crème tot geel van kleur, vaak met een rozige middenstreep. Ze worden 1 tot 1,5 cm lang en een halve cm breed. De vijf kelkbladeren zijn dicht behaard en bruinig van kleur. De bloem bevat vele meeldraden en een enkele stijl. Als de bloem uitgebloeid is groeit er een ongeveer 1,2 cm lange noot, met een even lang restant van de stijl aan de top. Drie van de vijf omringende kelkbladeren groeien na de bloei uit tot ongeveer 8 cm lange, vleugelachtige uitlopers. De zaden worden namelijk verspreid met behulp van de wind (anemochorie). Het ontkiemen van de zaden begint soms nog terwijl de zaden nog aan de moederplant zitten (een vorm van viviparie). Wanneer de zaden ten slotte loslaten, aan het begin van de moessontijd, zullen de kiemen op een natte, vruchtbare bodem terechtkomen.

## Verspreiding en ecologie
De salboom groeit in Myanmar en ten zuiden van de Himalaya in Bangladesh, India, Bhutan en Nepal. De subtropische zone ligt hier in de lagere heuvels, ongeveer van 300 tot 1000 m hoogte. Zo komt de boom voor in de Churia in Nepal en de Siwaliks van West-Bengalen en Haryana. Ook groeit de salboom in de Oost-Ghats van Jharkhand en Odisha en de gebergten van het midden van India, zoals de Vindhya en de Satpura. De boom is vaak de dominante soort in de bossen van het verspreidingsgebied.
In de Nepalese nationale parken Chitwan, Bardiya en Shukla Phat komen dichte salbossen voor.
De salboom groeit het beste op zandige leembodems. Liefst is de bodem niet te nat: bij langdurige overstromingen kan de boom afsterven. De boom heeft daarnaast veel licht nodig en verdraagt weinig schaduw.
In salbossen komen vaak kleine, meestal door mensen aangestoken branden voor. De oudere bomen zijn hier beter tegen bestand dan de jongere. De jongere bomen raken beschadigd, waardoor ze gevoeliger raken voor schimmel-infecties. Een zeer gevaarlijke parasiet is de kever Hoplocerambyx spinicornis. Deze soort vreet zich in de stam van de boom in, zodat deze afsterft. De kevers vormen een gevaar voor het complete ecosysteem van een salbos, omdat zonder de salboom het ecosysteem niet verder kan bestaan.

## Menselijk gebruik
Vanwege het grote gehalte hars en de vezelige textuur is het hout van de boom lastig te bewerken. Daarom wordt salhout vooral in de bouw van huizen, wagons, bruggen en stroompalen gebruikt. De witte hars wordt gebruikt voor het afdichten van planken en door hindoes als wierook gebrand. In de ayurvedische geneeskunst wordt de hars van de salboom als adstringentia gebruikt.
Uit de bladeren kan ook olie worden gedestilleerd, die in parfums en kauwtabak verwerkt wordt.
Ook uit de noten kan een olie worden onttrokken, die salboter genoemd wordt. Het bevat stearinezuur en oliezuur en wordt in zeep, chocolade, veevoer en cosmetica verwerkt. Salboter kan ook als brandstof voor lampen gebruikt worden.

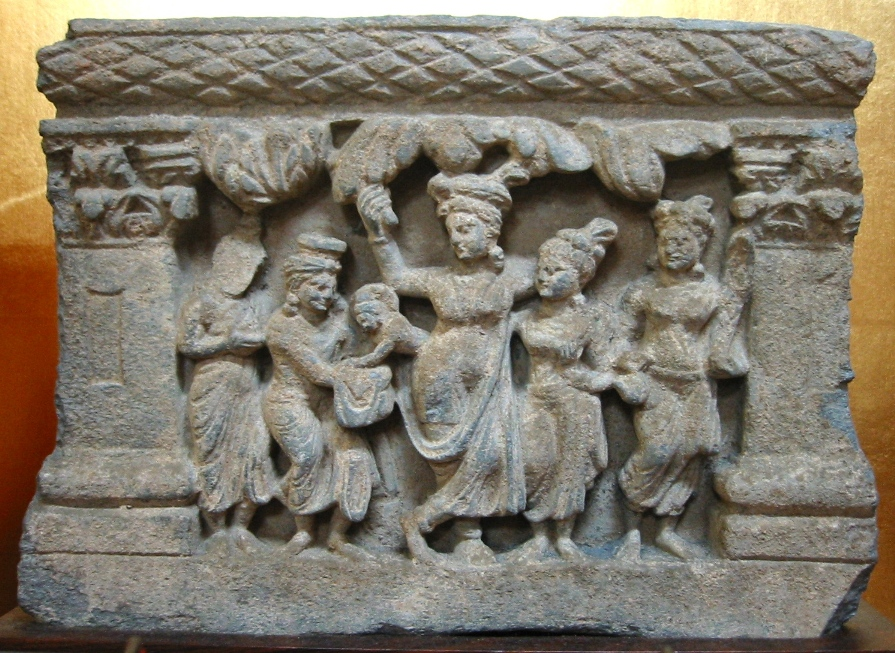
Stèle die de geboorte van Siddartha Gautama verbeeldt. Zijn moeder, koningin Māyā, houdt met één hand de salboom vast. Greco-boeddhistische stijl, 2e tot 3e eeuw, Gandhara.

De bladeren worden gebruikt om waterdichte kommen van te maken, waarin voedsel of paan gepresenteerd kan worden. Een salblad met daarin wat kurkuma of enkele rijstkorrels geldt op het Indisch Subcontinent als uitnodiging voor een huwelijk.

## Culturele betekenis
De salboom heeft een symbolische betekenis voor zowel hindoes als boeddhisten. In het hindoeïsme wordt de boom in verband gebracht met de god Vishnu. Boeddhisten geloven dat prins Siddartha Gautama, de latere Boeddha, onder een salboom is geboren en gestorven en nirwana bereikte. Niet alle religieuze teksten zijn eenduidig: de boom die met de Boeddha en/of Vishnu in verband gebracht wordt is soms de ashokaboom (Saraca asoca).
De moeder van de Siddartha Gautama, koningin Māyā, zou onder een salboom in slaap zijn gevallen en gedroomd hebben van een olifant met zes slagtanden, die in haar lichaam binnendrong. Deze olifant wordt door de hindoes als Airavata beschouwd, een reïncarnatie van de god Vishnu. Een andere sage verhaalt hoe Māyā onderweg tijdens een reis van haar zoon beviel. Ze onderbrak haar reis in Lumbini (tegenwoordig in Nepal), om in een tuin te bevallen. Bij de bevalling zou ze de salboom waaronder ze lag ter ondersteuning vastgehouden hebben. Een derde mythe vertelt dat de Boeddha ook onder een salboom liggend gestorven is.